# Lossida rugosa
Lossida rugosa is een hooiwagen uit de familie Assamiidae.